# FC 안양 시티즌
FC 안양 시티즌은 안양시의 축구단으로, 2004년 2월 29일 발족하였다. 2005년 코니그린컵 참가와 IS배 써부웨이컵 우승 팀이기도 하다.

## 소개
FC 안양 시티즌은 안양시의 프로축구단이었던 안양 LG 치타스가 연고지를 서울로 옮긴 이후, 안양 지역의 축구를 재건하고 한국 축구 사상 최초로 자생적인 프로 축구단을 세우는 것을 목표로 지난 2004년 2월 29일 발족되었다.
발족 이후 안양 축구의 재건을 위해 여러 노력을 병행하여 온 결과 그해 7월에는 스스로 구단을 창단하기에 이르렀고, 또한 2005년 코니그린컵 참가와 IS(일간스포츠) 써브웨이컵 우승으로 성공적인 시즌을 치렀다.
더욱 좋은 경기력과 나아진 팬서비스에 임할 것이며, 앞으로도 팬, 시민들과 함께 자생적시민구단으로 창단되기까지 노력할 것이라고 밝혔다.

## 구단 연혁
- 2004년 2월 29일: FC 안양 시티즌 발족
- 2004년 3월: FC 안양 시티즌 발족기념 총회, 손호진 제1대 대표 선임
- 2004년 4월: FC 안양 창단후원회 가맹
- 2004년 5월 ~ 10월: 안양 시민 프로축구단 창단 홍보활동
- 2004년 7월: 석수조기회와 창단 첫 경기
- 2004년 9월: FC 안양 창단후원회 탈회
- 2005년 1월: 제1회 SFC컵 출전
- 2005년 3월: 손호진 제2대 대표 유임, 5팀제 도입
- 2005년 3월: 대한축구협회 K-3 클럽 등록
- 2005년 4월: FC 안양 시티즌 웹사이트 공식 개장
- 2005년 6월: 2004 KFA 코니그린컵 참가
- 2005년 8월: 2004-05 IS배 써브웨이컵 결선토너먼트 우승
- 2006년 4월: 총감독 이태홍 임명
- 2006년 4월: 2006 KFA 코니그린컵 참가
- 2006년 10월 ~ 2007년 2월: 제1회 아리수리그 참가
- 2007년 5월: 2007 KFA 코니그린컵 참가
- 2008년 4월: 제2회 아리수리그 참가
- 2009년 4월: 안산시장배 참가
- 2009년 4월: 제1회 FC 안양 시티즌배 축구클럽대회 개최 3위
- 2010년 2월: 제1회 인천플러스리그 3위
- 2010년 10월: 제2회 FC 안양 시티즌배 축구클럽대회 개최
- 2010년 11월: 제4회 데스팟대회 준 우승
- 2011년 2월: 제2회 플러그리그 참가
- 2011년 5월: 광명구로클럽리그 참가 3위
- 2012년 2월: 서울아리수리그 참가
- 2012년 5월~: 안양시민축구클럽 협동조합 준비중!
- 2013년 2월~11월: 제1회 S.K.I. 축구클럽리그 참가
- 2014년 2월~11월: 제2회 S.K.I. 축구클럽리그 참가
- 2015년 2월~10월: 제3회 S.K.I. 축구클럽리그 참가, 토요 리그-2 준우승, 일요 리그-2 우승

## 유니폼
주 유니폼: 상의 청색, 하의 군청색, 부 유니폼: 상의 백색, 하의 군청색

## 앰블럼
좌측의 노랑, 우측의 연청색은 안양의 색을 상징하며, 가운데의 독수리는 안양시의 새임. 안양시민들이 주체가 되어 클럽을 결성한 것을 나타내기 위하여 시민들이 자주 볼 수 있는 구성물로 제작. 창단년도인 2004년을 새겼음.

## 스텝
- Club Staff

직 책 이 름
-----------------
대 표 손호진
총무팀장
전력강화팀장
기획팀장
지원팀장
- Coaching Staff

직 책 이 름
-----------------
감독
코 치

## 같이 보기
- 안양 LG 치타스